# La Bretonnière-la-Claye
La Bretonnière-la-Claye je francouzská obec v departementu Vendée v Pays de la Loire.